# 守田英正
守田英正（1995年5月10日—），日本足球運動員，現效力葡超球隊士砵亭，司職中場，日本國家足球隊成員。

## 俱樂部生涯
在守田升读流通经济大学后，大学3年级成为球队正选，4年级入选关东大学选拔队及代表日本参加2017年的台北世界大学生运动会。协助流通经济大学成为冠军并当选MVP。当时多支日职球队向守田表示关注，而他最终选择加盟川崎前锋 。从2018年新人球季起，守田便在该支(2017年度)冠军球队获得稳定的上阵机会，同年9月更首次入选日本代表。3年来守田为协助川崎前锋夺取国内3大锦标，并且于2020年度首次入选日职联赛最佳阵容。已成为川崎前锋的主力后腰，在今年亚冠对阵上海上港的比赛中均有登场亮相。总计守田在日职合共上阵81场射入1球，而这唯一入球是他离队前倒数第2场对浦和红钻打进。
在他最开始入队时，川崎前鋒主帅鬼木达将其看作是纯防守球员，在最初的替补出场的时间里，守田英正踢过边后卫、中后卫和后腰，而在其逐步进入主力阵容后，他的位置被固定在后腰，但是守田英正在这个位置上却充分展现了其进攻的才能。
葡超辛达卡拉7日官宣，效力于川崎前锋的中场守田英正转会加盟俱乐部。守田英正将于8日与球队会合。
1月25日葡超第15轮，圣克拉拉2:1战胜阿维河。在等待了两场联赛一场杯赛之后，守田英正终于迎来了自己登陆欧洲的首秀，本场比赛守田英正首发且打满全场。第89分钟守田英正接队友传球劲射绝杀阿维河。
1月29日葡萄牙杯四分之一决赛，圣克拉拉1:2不敌布拉加。守田英正首发并打满全场，最后伤停补时阶段助攻克雷桑扳回一球，取得首次助攻。
2022年7月1日，葡萄牙體育官方消息，日本国脚守田英正加盟球队，双方签约至2026年。
9月30日，葡超第8轮，葡萄牙体育3:1击败吉爾維森特。守田英正首发并打满全场。第16分钟守田英正接队友助攻门前铲射破门，打入本赛季首球；第22分钟助攻佩德罗·贡萨尔维斯打入一球。

## 國家隊生涯
川崎前锋中场守田英正被诊断出患有左腿肌肉拉伤，预计将缺席4周。守田英正是在9月11日日本和哥斯达黎加的友谊赛上受伤。

## 個人生活
川崎前锋的日本国脚守田英正与模特藤阪れいな结婚。

## 榮譽
川崎前鋒
- 日職J1聯賽冠軍: 2018、2020
- 天皇杯冠軍: 2020
- 日本聯賽盃冠軍: 2019
- 日本超級盃冠軍: 2019

## 外部連結
- 守田英正的X（前Twitter）
- 守田英正的Instagram帳戶
- Soccerway資料庫：守田英正